# Malasia en los Juegos Olímpicos de Los Ángeles 1984
Malasia estuvo representada en los Juegos Olímpicos de Los Ángeles 1984 por un total de 21 deportistas, 20 hombres y una mujer, que compitieron en 5 deportes.
El portador de la bandera en la ceremonia de apertura fue el tirador Sabiahmad Abdullah Ahad. El equipo olímpico malasio no obtuvo ninguna medalla en estos Juegos.